# Тараненко, Анна Ивановна
Анна Ивановна Тараненко — советский хозяйственный деятель, полный кавалер ордена Трудовой Славы.

## Биография
Родилась в 1948 году в деревне Яснозирье Киевской области. Член КПСС.
В 1964—2008 годах — работница животноводческой фермы, доярка, оператор машинного доения колхоза имени Крупской Черкасского района Черкасской области.
Указами Президиума Верховного Совета СССР от 24 декабря 1976 года и 4 марта 1982 года соответственно за досрочное выполнение социалистических обязательств награждён орденами Трудовой Славы III и II степеней.
Одиннадцатую пятилетку выполнила за четыре года, средний надой с одной коровы составил 6214 кг молока.
Указом Президиума Верховного Совета СССР от 28 февраля 1986 года награждена орденом Трудовой Славы I степени, став полным кавалером ордена Трудовой Славы.
Делегат XXVII съезда КПСС.
Живёт в Яснозирье Черкасской области.